# Nešto protiv bolova
Nešto protiv bolova è il quattordicesimo album del cantante folk Aca Lukas, pubblicato nel 2001.

## Tracce
1. Nešto protiv bolova
2. Coma
3. Samo ona zna
4. Burbon
5. Isti kao ja
6. Suncokreti
7. Ne pitaj me
8. Dijabolik
9. Poslednje pijanstvo
10. Tuđa si odavno
11. Pustinja